# Vorratsdatenspeicherung in Deutschland
Die Vorratsdatenspeicherung (VDS; auch Mindestdatenspeicherung oder Mindestspeicherfrist) ist ein kriminalpolitisches Instrument in Deutschland. Die Vorratsdatenspeicherung (VDS) ist abzugrenzen von der Telekommunikationsüberwachung (TKÜ), die ebenfalls die Anonymität im Internet vermindert, aber eine Datenerhebung nur für die Zukunft ab Einsetzen der Überwachungsmaßnahme erlaubt. Außerdem erheben bei der TKÜ die Sicherheitsorgane selbst die Daten bei einem bestimmten Teilnehmer, während bei der Vorratsdatenspeicherung bereits von den Anbietern über den betreffenden Teilnehmer gespeicherte Daten den Behörden zur Verfügung gestellt werden müssen. Die TKÜ erfasst vor allem Gesprächsinhalte durch Abhören oder das Mitlesen von E-Mails, während die Vorratsdatenspeicherung anhand der gespeicherten Verkehrs- und Standortdaten der Feststellung der Quelle und des Adressaten einer Nachricht dient.

## Chronologie

### Verabschiedung des Gesetzes 2007
Am 9. November 2007 haben die Abgeordneten des deutschen Bundestages in namentlicher Abstimmung mit 366 Ja-Stimmen, diese stammten ausschließlich von Mitgliedern der Parteien CDU/CSU und SPD, das Gesetz beschlossen. Am 30. November 2007 stimmte der Bundesrat der Vorratsdatenspeicherung zu. Am 26. Dezember 2007 unterzeichnete Bundespräsident Horst Köhler das umstrittene Gesetz zur Telefonüberwachung. Am 31. Dezember 2007 erfolgte die Verkündung im Bundesgesetzblatt.
Die SPD-Bundestagsabgeordneten Christoph Strässer, Niels Annen, Axel Berg, Lothar Binding, Marco Bülow, Siegmund Ehrmann, Gabriele Frechen, Martin Gerster, Renate Gradistanac, Angelika Graf, Gabriele Groneberg, Gabriele Hiller-Ohm, Christel Humme, Josip Juratovic, Anette Kramme, Ernst Kranz, Jürgen Kucharczyk, Katja Mast, Matthias Miersch, Rolf Mützenich, Andrea Nahles, Ernst Dieter Rossmann, Bernd Scheelen, Ewald Schurer, Wolfgang Spanier und Ditmar Staffelt haben am 9. November 2007 nach § 31 der Geschäftsordnung des Deutschen Bundestages eine Erklärung abgegeben, wieso sie für den Gesetzesentwurf gestimmt haben:

„Trotz schwerwiegender politischer und verfassungsrechtlicher Bedenken werden wir im Ergebnis dem Gesetzentwurf aus folgenden Erwägungen zustimmen. Erstens. Grundsätzlich stimmen wir mit dem Ansatz der Bundesregierung und der Mehrheit unserer Fraktion dahingehend überein, dass die insbesondere durch den internationalen Terrorismus und dessen Folgeerscheinungen entstandene labile Sicherheitslage auch in Deutschland neue Antworten benötigt. […] Eine Zustimmung ist auch deshalb vertretbar, weil davon auszugehen ist, dass in absehbarer Zeit eine Entscheidung des Bundesverfassungsgerichts möglicherweise verfassungswidrige Bestandteile für unwirksam erklären wird.“

Der innenpolitische Sprecher der SPD-Bundestagsfraktion stimmt dieser Rechtfertigung jedoch nicht zu:

„Vorratsdatenspeicherung hat mit Terrorismusbekämpfung relativ wenig zu tun. Ich wäre für die Vorratsdatenspeicherung auch dann, wenn es überhaupt keinen Terrorismus gäbe.“

#### Inhalt des Gesetzes
Nach dem Gesetz mussten die folgenden sechs Daten erfasst werden und durften maximal sieben Monate lang auf Vorrat gespeichert werden:
1. Anbieter von Telefondiensten, einschließlich Mobilfunk- und Internet-Telefondiensten, speichern
  1. die Rufnummer oder andere Kennung des anrufenden und des angerufenen Anschlusses sowie im Falle von Um- oder Weiterschaltungen jedes weiteren beteiligten Anschlusses
  2. den Beginn und das Ende der Verbindung nach Datum und Uhrzeit unter Angabe der zugrunde liegenden Zeitzone
  3. in Fällen, in denen im Rahmen des Telefondienstes unterschiedliche Dienste genutzt werden können, Angaben zu dem genutzten Dienst
  4. im Fall mobiler Telefondienste ferner:
    1. die internationale Kennung für mobile Teilnehmer für den anrufenden und den angerufenen Anschluss
    2. die internationale Kennung des anrufenden und des angerufenen Endgerätes
    3. die Bezeichnung der durch den anrufenden und den angerufenen Anschluss bei Beginn der Verbindung genutzten Funkzellen
    4. im Fall im Voraus bezahlter anonymer Dienste auch die erste Aktivierung des Dienstes nach Datum, Uhrzeit und Bezeichnung der Funkzelle

  5. im Fall von Internet-Telefondiensten auch die Internetprotokoll-Adresse des anrufenden und des angerufenen Anschlusses
2. Das gilt entsprechend bei der Übermittlung einer Kurz-, Multimedia- oder ähnlichen Nachricht; hierbei sind die Zeitpunkte der Versendung und des Empfangs der Nachricht zu speichern.
3. Anbieter von Diensten der elektronischen Post (E-Mail) speichern
  1. bei Versendung einer Nachricht die Kennung des elektronischen Postfachs und die Internetprotokoll-Adresse des Absenders sowie die Kennung des elektronischen Postfachs jedes Empfängers der Nachricht,
  2. bei Eingang einer Nachricht in einem elektronischen Postfach die Kennung des elektronischen Postfachs des Absenders und des Empfängers der Nachricht sowie die Internetprotokoll-Adresse der absendenden Telekommunikationsanlage,
  3. bei Zugriff auf das elektronische Postfach dessen Kennung und die Internetprotokoll-Adresse des Abrufenden,
  4. die Zeitpunkte der in den Nummern 1 bis 3 genannten Nutzungen des Dienstes nach Datum und Uhrzeit unter Angabe der zugrunde liegenden Zeitzone.
4. Anbieter von Internetzugangsdiensten speichern
  1. die dem Teilnehmer für eine Internetnutzung zugewiesene Internetprotokoll-Adresse
  2. eine eindeutige Kennung des Anschlusses, über den die Internetnutzung erfolgt
  3. den Beginn und das Ende der Internetnutzung unter der zugewiesenen Internetprotokoll-Adresse nach Datum und Uhrzeit unter Angabe der zugrunde liegenden Zeitzone
5. Wer Telekommunikationsdienste erbringt und hierbei die nach Maßgabe dieser Vorschrift zu speichernden Angaben verändert, ist zur Speicherung der ursprünglichen und der neuen Angabe sowie des Zeitpunktes der Umschreibung dieser Angaben nach Datum und Uhrzeit unter Angabe der zugrunde liegenden Zeitzone verpflichtet.
6. Anbieter von Mobilfunknetzen für die Öffentlichkeit speichern zu den Bezeichnungen der Funkzellen Daten, aus denen sich die geografische Lage der jeweiligen Funkzelle sowie die Hauptstrahlrichtung der Funkantenne ergeben.

Unter anderem die Europäische Kommission ist der Ansicht, dass die Speicherpflicht nur „in der Regel gegen Entgelt erbrachte Dienste“ umfasse (siehe auch § 3 Nr. 24 TKG). Dienste, die nicht von ihren Nutzern oder von Werbekunden finanziert würden, fielen nicht unter die Speicherpflicht. Die schwarz-rote Bundesregierung hat eine andere Ansicht vertreten. Alle Anbieter konnten seit dem 1. Januar 2009 wegen einer Ordnungswidrigkeit belangt werden, wenn sie der Speicherpflicht nicht nachkamen.
Wer Verkehrsdaten auf Vorrat speicherte, ohne dazu verpflichtet zu sein, handelte ordnungswidrig und konnte von der Bundesnetzagentur mit einer Geldbuße bis 10.000 Euro belegt werden (§ 149 Abs. 1 Nr. 17 TKG).
Genutzt und übermittelt werden durften auf Vorrat gespeicherte Verbindungsdaten nur
1. zur Verfolgung von Straftaten,
2. zur Abwehr von erheblichen Gefahren für die öffentliche Sicherheit
3. zur Erfüllung der gesetzlichen Aufgaben der Verfassungsschutzbehörden des Bundes und der Länder, des Bundesnachrichtendienstes und des Militärischen Abschirmdienstes an die zuständigen Stellen
4. zur Erteilung von Auskünften über die Identität von Telekommunikations- und Internetnutzern nach § 113 TKG.

Die Datennutzung durfte aufgrund einstweiliger Anordnungen des Bundesverfassungsgerichts jedoch nur unter engeren Voraussetzungen erfolgen als im Gesetz vorgesehen.
Auf dem Gebiet der Strafverfolgung war der Zugriff auf Verkehrsdaten zur Verfolgung „erheblicher“ oder „mittels Telekommunikation begangener Straftaten“ zulässig (§ 100g StPO). Darunter fallen etwa in Internet-Tauschbörsen begangene Urheberrechtsverletzungen. 2008 gab es in Deutschland 8316 Ermittlungsverfahren, in denen Verkehrsdaten nach § 100 g StPO erhoben wurden. Angeordnet wurden insgesamt 13904 Erhebungen. Darin nicht enthalten ist die Telekommunikationsüberwachung der Polizei zur Gefahrenabwehr und die nicht von der Justiz kontrollierten Erhebungen der Nachrichtendienste.
Private Rechteinhaber hatten keinen direkten Zugriff auf die auf Vorrat gespeicherten Daten. Sie konnten aber Strafanzeige erstatten und dann die Ermittlungsakten einsehen.

#### Bestandsdaten
Mit dem Gesetz zur Vorratsdatenspeicherung wurde die Identifizierungspflicht für Nutzer von Rufnummern auf Nutzer sämtlicher dauerhafter Anschlusskennungen (§ 111 TKG) ausgeweitet. Darunter fallen etwa Telefonanschlüsse, Handykarten und DSL-Anschlüsse. E-Mail-Anbieter sind von der Identifizierungspflicht ausgenommen; sofern sie allerdings Daten über die Identität ihrer Nutzer erheben, müssen sie diese Angaben für Zwecke der Auskunftserteilung an Behörden auch speichern. Anonyme E-Mail-Dienste bleiben also legal, ebenso anonyme WLAN-Internetzugänge und Telefonzellen.
Die Anbieter der von der Identifizierungspflicht betroffenen Dienste haben vor der Freischaltung des Nutzers eine Reihe von Daten in eine Datenbank einzuspeichern:
1. vergebene Rufnummer bzw. E-Mail-Adresse
2. Name und Anschrift des Inhabers
3. Datum des Vertragsbeginns
4. Geburtsdatum des Inhabers
5. bei Festnetzanschlüssen die Anschrift des Anschlusses

Die Anbieter sind berechtigt, aber nicht verpflichtet, die Richtigkeit der Angaben des Kunden zu überprüfen, etwa anhand eines Personalausweises. Gelöscht werden die Daten ein bis zwei Jahre nach Vertragsende (§ 95 Abs. 3 TKG). Zur Erfüllung ihrer gesetzlichen Aufgaben können eine Vielzahl von Stellen eine Bestandsdatenauskunft verlangen (§ 112 TKG): Gerichte, Strafverfolgungsbehörden, Polizeivollzugsbehörden des Bundes und der Länder für Zwecke der Gefahrenabwehr, Zollkriminalamt und Zollfahndungsämter für Zwecke eines Strafverfahrens, Zollkriminalamt zur Vorbereitung und Durchführung von Maßnahmen nach § 39 des Außenwirtschaftsgesetzes, Verfassungsschutzbehörden des Bundes und der Länder, Militärischer Abschirmdienst, Bundesnachrichtendienst, Notrufabfragestellen, Bundesanstalt für Finanzdienstleistungsaufsicht, Zollverwaltung zur Schwarzarbeitsbekämpfung.
Über diese Kundendatenbank hinaus sind Anbieter von Telekommunikationsdiensten verpflichtet, individuelle Auskünfte über Bestandsdaten zu erteilen (§ 113 TKG). Diese Regelung erlaubt es beispielsweise, bei einem Internetzugangsanbieter zu erfragen, welchem Kunden eine dynamisch vergebene IP-Adresse zu einem bestimmten Zeitpunkt zugewiesen war. Abgefragt werden können auch Passwörter, PINs und PUKs. Auskunft ist zu erteilen für die Verfolgung von Straftaten und Ordnungswidrigkeiten, zur Abwehr von Gefahren für die öffentliche Sicherheit und Ordnung und für die Erfüllung der gesetzlichen Aufgaben der Verfassungsschutzbehörden des Bundes und der Länder, des Bundesnachrichtendienstes und des Militärischen Abschirmdienstes.

### Verfassungsbeschwerden und Urteil, 2007–2010

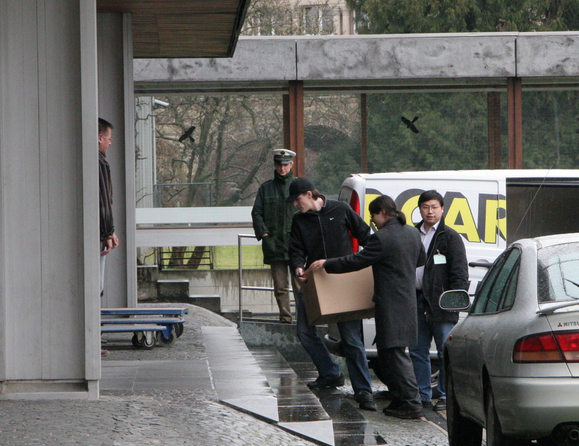
Vollmachtenübergabe am 29. Februar 2008 beim Bundesverfassungsgericht

Am 31. Dezember 2007 wurde eine vom Arbeitskreis Vorratsdatenspeicherung initiierte Sammel-Verfassungsbeschwerde gegen die Vorratsdatenspeicherung (§ 113a, § 113b TKG) beim Bundesverfassungsgericht in Karlsruhe eingereicht (Az. 1 BvR 256/08). In Verbindung mit der über 150-seitigen Beschwerdeschrift wurde auch beantragt, die Datensammlung wegen „offensichtlicher Verfassungswidrigkeit“ durch eine einstweilige Anordnung sofort auszusetzen.
Erstmals in der Geschichte der Bundesrepublik haben 34.939 Beschwerdeführer einen Rechtsanwalt mit der Erhebung einer Verfassungsbeschwerde beauftragt. Da die Erfassung und Auswertung der Vollmachten nicht rechtzeitig abgeschlossen werden konnte, ist die Beschwerde zunächst im Namen von acht Erstbeschwerdeführern eingereicht worden. Am 29. Februar 2008 wurden schließlich der größte Teil der Vollmachten dem Bundesverfassungsgericht übergeben. Seit Mitte März 2008 lagen alle Vollmachten dem Gericht vor (Az. 1 BvR 256/08 und 1 BvR 508/08).
Eine separate Verfassungsbeschwerde gegen das Gesetz reichten FDP-Politiker rund um Burkhard Hirsch ein (Az. 1 BvR 263/08). In den Verfahren mit den Aktenzeichen 1 BvR 586/08 und 2 BvE 1/08 reichte Jens-Peter Schneider im Namen vieler Bundestagsabgeordneter der Fraktion Bündnis 90/Die Grünen Verfassungsbeschwerde und Organklage ein. Eine weitere Verfassungsbeschwerde wurde von der Gewerkschaft ver.di eingereicht (Az. 1 BvR 1571/08).
Am 11. März 2008 schränkte das Bundesverfassungsgericht auf Antrag der acht Erstbeschwerdeführer im Verfahren 1 BvR 256/08 das Gesetz zur Massenspeicherung von Telefon- und Internetverbindungsdaten per einstweiliger Anordnung stark ein. Zwar wurde die Speicherpflicht für Kommunikationsunternehmen nicht ausgesetzt, die Herausgabe der Daten an Strafverfolgungsbehörden wurde aber nur zur Aufklärung schwerer Straftaten zugelassen. Bevor auf die gesammelten Vorratsdaten zugegriffen werden dürfe, müsse ein durch Tatsachen begründeter Verdacht vorliegen, und andere Ermittlungsmöglichkeiten müssen wesentlich erschwert oder aussichtslos sein. Zudem sollte die Bundesregierung bis zum 1. September 2008 dem BVerfG über die praktischen Auswirkungen der Vorratsdatenspeicherung berichten.
Anfang Januar 2009 wurde ein für die Bundesregierung verfasster Verteidigungsschriftsatz vom Arbeitskreis Vorratsdatenspeicherung veröffentlicht, nach dem es sich bei der Vorratsdatenspeicherung um einen Gegenstand handele, der sich einer Überprüfung durch das Bundesverfassungsgericht am Maßstab der Vorschriften des Grundgesetzes entziehe, weil es den verpflichtenden Vorgaben der entsprechenden EU-Richtlinie entspräche.
Das Bundesverfassungsgericht übersandte im April 2009 einen Fragenkatalog. Siehe auch: Gutachten/Stellungnahmen.
Am 15. Dezember 2009 verhandelte das Bundesverfassungsgericht über die Verfassungsbeschwerden gegen die Vorratsdatenspeicherung.
Das Urteil des Bundesverfassungsgerichts zu den Verfassungsbeschwerden wurde am 2. März 2010 verkündet. Das Verfassungsgericht erklärte die Vorschriften zur Vorratsdatenspeicherung für verfassungswidrig und die entsprechenden Vorschriften für nichtig: Das Gesetz in seiner damaligen Fassung verstieß gegen Art. 10 Abs. 1 GG. Zwar sei eine Vorratsdatenspeicherung nicht grundsätzlich mit dem Grundgesetz unvereinbar; im Hinblick auf das Telekommunikationsgeheimnis der betroffenen Bürger sei aber Voraussetzung, dass die Daten nur dezentral gespeichert und mit besonderen Maßnahmen gesichert würden; die unmittelbare Nutzung der Daten durch Behörden müsse auf genau spezifizierte Fälle schwerster Kriminalität und schwerer Gefahren beschränkt bleiben; diesen Anforderungen werde das angegriffene Gesetz nicht gerecht. Eine mittelbare Nutzung, wie sie z. B. für eine Anschlussermittlung über eine IP-Adresse notwendig ist, hält das Gericht allerdings bei allen Straftaten, in bestimmten Fällen sogar bei Ordnungswidrigkeiten für zulässig (Leitsatz 6). Nach dem Urteil des Bundesverfassungsgerichts durfte bis zur Wiedereinführung der Vorratsdatenspeicherung im Jahr 2015 in Deutschland nicht mehr ohne Anlass auf Vorrat gespeichert werden, da bis dahin eine Gesetzesgrundlage hierzu fehlte.

### Diskussion, 2011–2012
Zur Vorbereitung einer Neuregelung veröffentlichte Bundesjustizministerin Leutheusser-Schnarrenberger im Januar 2011 ein Eckpunktepapier, das im Wesentlichen zwei Maßnahmen vorsieht: zum einen eine anlassbezogene Sicherung bereits vorhandener Verkehrsdaten infolge einer „Sicherungsanordnung“ („Quick Freeze“), zum anderen eine siebentägige Vorratsspeicherung von Daten zu jeder Internetverbindung, um Bestandsdatenauskünfte (insbesondere über die Zuordnung von IP-Adressen zu Personen) zu ermöglichen. Der Vorstoß zur Wiedereinführung einer Vorratsdatenspeicherung stieß unter anderem bei dem Arbeitskreis Vorratsdatenspeicherung, dem Deutschen Journalistenverband, dem Chaos Computer Club, der Neuen Richtervereinigung und dem Verband der deutschen Internetwirtschaft (eco) auf Ablehnung. Für das im Eckpunktepapier vorgeschlagene Quick-Freeze-Verfahren, jedoch gegen eine umfassende Vorratsdatenspeicherung sprach sich die Bundesrechtsanwaltskammer aus.
Im Februar 2011 stellte der Wissenschaftliche Dienst des Deutschen Bundestages in einem Rechtsgutachten zur „Vereinbarkeit der Richtlinie über die Vorratsspeicherung von Daten mit der Europäischen Grundrechtecharta“ fest, es lasse sich „zweifelsfrei keine Ausgestaltung dieser Richtlinie umschreiben, die eine Vereinbarkeit mit der Grundrechtecharta sicherstellte.“ Es habe sich gezeigt, dass sich „die Erfolge der Vorratsdatenspeicherung in einem sehr kleinen Rahmen halten“. Aufgrund der durch die Vorratsdatenspeicherung nur „marginal“ verbesserten Aufklärungsquote gelangt das Gutachten zu dem Schluss: „Zweck und Mittel stehen hier zumindest nicht in einem ausgewogenen Verhältnis.“ Eine weitere Analyse des Wissenschaftlichen Dienstes im März 2011 kam zu dem Ergebnis, dass die Einführung einer Vorratsdatenspeicherung in keinem EU-Land zu einer signifikanten Änderung der Aufklärungsquote von Straftaten geführt habe.
Im April 2011 kündigte die EU-Kommission erhebliche Änderungen an der EU-Richtlinie zur Vorratsdatenspeicherung an, weil diese das Ziel einer Vereinheitlichung nicht erreicht habe. Gleichzeitig forderte sie die Bundesrepublik Deutschland auf, „schnellstmöglich“ ein Gesetz zur Umsetzung der derzeitigen Richtlinie zu erlassen. Andernfalls drohe ein Verfahren wegen Verletzung des EU-Vertrags.
Bundesjustizministerin Leutheusser-Schnarrenberger stellte im Juni 2011 einen erneuten Gesetzesentwurf vor. Entsprechend dem Eckpunktepapier vom Januar 2011 ist darin eine siebentägige Vorratsspeicherung von Daten zu jeder Internetverbindung vorgesehen, um Bestandsdatenauskünfte (insbesondere über die Zuordnung von IP-Adressen zu Personen) zu ermöglichen. Vierzehn Persönlichkeiten aus Zivilgesellschaft, „Netzgemeinde“, Journalismus, Recht und Wissenschaft kritisierten den Gesetzentwurf mit einem Offenen Brief an die Abgeordneten der FDP-Fraktion des Deutschen Bundestages. Das Vorhaben bedeute weithin das Ende der Anonymität im Internet, sei nicht zur Strafverfolgung erforderlich und verstoße gegen das Wahlprogramm und mehrere Beschlüsse der FDP gegen Vorratsdatenspeicherung.
Am 16. Juni 2011 wurde durch die EU-Kommission als erste Stufe eines Vertragsverletzungsverfahrens wegen der nicht erfolgten Umsetzung der Vorratsdatenspeicherung eine Stellungnahme des Bundesjustizministeriums angefordert.
Im Zuge der Anschläge in Norwegen 2011 forderten die CSU-Politiker Hans-Peter Uhl und Beate Merk erneut die Einführung der Vorratsdatenspeicherung, um besser gegen derartige Terrorakte gewappnet zu sein. Uhl sprach sich in diesem Kontext überdies für eine anlasslose Vorratsdatenspeicherung aus, die über die ursprünglichen Pläne hinausginge. Diese Forderungen wurde von Seiten der SPD, der Grünen, der FDP sowie der Linkspartei scharf kritisiert. So sei es „geradezu zynisch“ und „populistisch“, die Anschläge für die „innenpolitische Agenda“ der Union zu benutzen, außerdem habe die Vorratsdatenspeicherung in Norwegen die Anschläge nicht verhindern können.
Der Bundesdatenschutzbeauftragte hat in Hamburg einen Leitfaden für Speicherfristen privater Anbieter vorgestellt.
Im September 2012 sprachen sich die Mitglieder des Deutschen Juristentages auf der 69. Versammlung für die Umsetzung der EU-Richtlinie 2006/24/EG und damit die Einführung der Vorratsdatenspeicherung aus.

### Klage der EU-Kommission, 2012–2014
Nachdem die Bundesregierung die europäische Richtlinie trotz mehrfacher Aufforderung nicht ins deutsche Recht übertrug, reichte die EU-Kommission Ende Mai 2012 Klage vor dem Europäischen Gerichtshof ein. Sie argumentierte, dass Deutschlands Verweigerung negative Folgen für den EU-Binnenmarkt habe und die Ermittlungsarbeit der deutschen Polizei bei schweren Verbrechen behindert werde. Nachdem der Europäische Gerichtshof in Luxemburg die Richtlinie zur Vorratsdatenspeicherung 2014 verworfen hatte, zog die Kommission ihre Klage gegen Deutschland zurück.
Die Bundesrepublik Deutschland hätte bis zur Übertragung der Richtlinie täglich ein Zwangsgeld in Höhe von 315.036,54 Euro zahlen müssen. Dies wäre einer der höchsten Beträge, den die Kommission je in einem Verfahren zur Innenpolitik beantragt hat. Die Summe berechnete sich aus einer Formel, die die Größe des Mitgliedslands sowie die Schwere des Verstoßes berücksichtigt (Zwangsgeld-Spanne für Deutschland: 13.436 bis 807.786 Euro).

### Erneute Verabschiedung 2015
Im Oktober 2015 stimmte der Bundestag für den Gesetzentwurf der Bundesregierung zur Einführung einer Speicherpflicht und Höchstspeicherfrist für Verkehrsdaten, die am 16. Oktober 2015 vom Bundestag beschlossen wurde. Am 6. November 2015 stimmte der Bundesrat dem Gesetz zu, am 10. Dezember 2015 wurde es vom Bundespräsidenten unterzeichnet und am 17. Dezember 2015 im Bundesgesetzblatt verkündet. Das Gesetz verpflichtet Telekommunikationsunternehmen spätestens 18 Monate nach dem 18. Dezember 2015, die folgenden Daten zu speichern:
- Standortdaten der Teilnehmer aller Mobiltelefonate bei Beginn des Telefonats, zu speichern für 4 Wochen;
- Standortdaten bei Beginn einer mobilen Internetnutzung, zu speichern für 4 Wochen;
- Rufnummern, Zeit und Dauer aller Telefonate, zu speichern für 10 Wochen;
- Rufnummern, Sende- und Empfangszeit aller SMS-Nachrichten, zu speichern für 10 Wochen;
- zugewiesene IP-Adressen aller Internetnutzer sowie Zeit und Dauer der Internetnutzung, zu speichern für 10 Wochen.

Die Daten sind im Inland zu speichern und nach Ablauf der vorgeschriebenen Frist zu löschen. Es bedarf, außer bei Gefahr im Verzug, einer vorher erteilten richterlichen Anordnung zur Herausgabe der Daten an Stellen der Strafverfolgung oder Gefahrenabwehr.
Gegner des neuen Gesetzes kritisieren seine Grundrechtswidrigkeit und kündigten Klage vor dem Bundesverfassungsgericht an.

### Verfassungsbeschwerden ab 2015
Seit 2015 wurden mehrere Verfassungsbeschwerden gegen die Neuauflage der Vorratsdatenspeicherung (neuer Name:
Einführung einer Speicherpflicht und Höchstspeicherfrist für Verkehrsdaten) eingereicht.
1. Schon am 18. Dezember 2015 reichte die Kanzlei Müller Müller Rössner die erste Verfassungsbeschwerde ein (Az. 1 BvR 3156/15). Zu den 22 Beschwerdeführern gehörten der ehemalige Piraten-Politiker Martin Delius, die Bundestagsabgeordnete Tabea Rößner (Bündnis 90/Die Grünen) und der Landesverband Berlin-Brandenburg des Deutschen Journalisten-Verbands (DJV).
2. Nicht lange danach, am 28. Dezember 2015, reichte Rechtsanwalt André Byrla von der Berliner Kanzlei Northon Verfassungsbeschwerde ein (Az. 1 BvR 17/16). Er gab an, neben Privatpersonen in diesem Verfahren auch Ärzte und Rechtsanwälte zu vertreten, und kritisierte, die „anlasslos vorsorgliche Speicherung von Telekommunikationsdaten aller Bürger bedeute auf Grund ihrer Streuweite und Intensität einen ganz erheblichen Eingriff in das Fernmeldegeheimnis und den Schutz der Persönlichkeit“.
3. Am 18. Januar 2016 legten Nico Lumma, Valentina Kerst und Jan Kuhlen vom SPD-nahen Verein D64 (Zentrum für Digitalen Fortschritt e. V.), vertreten von Prof. Niko Härting, Beschwerde ein (Az. 1 BvR 141/16) – die SPD-Bundestagsfraktion hatte dem Gesetz zugestimmt.
4. Am 27. Januar 2016 reichte die FDP ihre Beschwerde ein (Az. 1 BvR 229/16). Dazu sagte ihr stellvertretender Bundesvorsitzender Wolfgang Kubicki: „In Frankreich konnten wir bei den schrecklichen Anschlägen vom Januar und November sehen, dass die anlasslose Datenspeicherung in dieser Frage wirkungslos war.“ Weitere Beschwerdeführer sind die ehemalige Bundesjustizministerin Sabine Leutheusser-Schnarrenberger und der Parteivorsitzende Christian Lindner. Eine Kurzfassung der Beschwerde wurde veröffentlicht.
5. Anfang Mai 2016 legte der bayerische SPD-Landtagsabgeordnete Florian Ritter, vertreten durch die Münchner Kanzlei Wächtler und Kollegen, Verfassungsbeschwerde ein. Ritter wendet sich in seiner Klage auch insbesondere gegen den Zugriff der Sicherheitsbehörden der Länder auf die gespeicherten Daten im Rahmen präventiver Maßnahmen. „Der Zugriff auf die Daten erfolgt in solchen Fällen verdachtslos, anlasslos, ohne richterlichen Vorbehalt, ohne Chance für die Betroffenen jemals über diese Überwachung informiert zu werden und ohne Möglichkeiten des Rechtsschutzes.“
6.–9. Anfang September reichten Konstantin von Notz und Jan Philipp Albrecht zusammen mit 16 weiteren Bundestagsabgeordneten von Bündnis 90/Die Grünen (darunter die Fraktionsvorsitzenden Katrin Göring-Eckardt und Anton Hofreiter sowie die Vorsitzende des Bundestags-Rechtsausschusses, Renate Künast) ihre Beschwerde ein.
Laut Bundesverfassungsgericht wurde zwischen 27. Januar 2016 und 28. November 2016 drei weitere Verfassungsbeschwerden eingereicht. Von ihnen sind öffentlich nur die Aktenzeichen bekannt: Az. 1 BvR 847/16, Az. 1 BvR 1258/1, Az. 1 BvR 1560/16, Az. 1 BvR 2023/16. (Eines dieser Aktenzeichen gehört zur Beschwerde von B90/Grüne.)
10. Am 28. November 2016 reichte ein von Digitalcourage und dem Arbeitskreis Vorratsdatenspeicherung koordiniertes Bündnis eine Verfassungsbeschwerde ein (Az. 1 BvR 2683/16). Zu den Beschwerdeführern gehören neben dem Deutschen Journalistenverband (DJV), der Internationalen Liga für Menschenrechte (ILMR) und der Firma mailbox.org 20 prominente Persönlichkeiten aus verschiedenen Bereichen der Gesellschaft, darunter die Schriftstellerin Juli Zeh, ver.di-Chef Frank Bsirske, die Vizepräsidentin des Bundestags Petra Pau (Die Linke), der Liedermacher und Känguru-Chroniken-Autor Marc-Uwe Kling, Katharina Nocun vom Beirat des Whistleblower-Netzwerk e. V., der Jesuitenpater, Ökonom und Sozialethiker Friedhelm Hengsbach, die Rechtsanwältin Julia Hesse vom FDP-nahen LOAD e. V. und Patrick Breyer, Fraktionsvorsitzender der Piratenpartei in Schleswig-Holstein. Auch der Internet-Unternehmer Peer Heinlein ist persönlich dabei. Prozessbevollmächtigter ist Meinhard Starostik, der 2010 mit seiner Verfassungsbeschwerde gegen die erste Vorratsdatenspeicherung erfolgreich war. Inhaltlich greift diese Beschwerde u. a. den Punkt der Überwachungsgesamtrechnung auf, den das Bundesverfassungsgericht aufgeworfen hatte. Mehr als 30000 Menschen hatten die Beschwerde online unterstützt. Sie ist im vollen Wortlaut öffentlich.
11. Am 19. Dezember 2016 hat ein Rechtsanwalt aus Bayern Verfassungsbeschwerde eingereicht (Az.: 1 BvR 2840/16). Inhaltlich führt er den Punkt der Überwachungsgesamtrechnung weiter und kommt zu dem Schluss, dass mit der aktuellen Erweiterung der Vorratsdatenspeicherung jene eine allumfassende Ausrichtung von amtlichen Datensammlungen auf strafprozessuale Maßnahmen bedeute. Die Schwere des Eingriffes ergibt sich nur zum kleinen Teil aus den aktuellen Gesetzen, sondern erst aus den tateinheitlich zwangsläufig folgenden Eingriffen der Ermittlungsbehörden. Dieses allumfassende technische Konstrukt, der Ausrichtung nicht- bzw. amtlicher Datensammlungen auf strafprozessuale Maßnahmen solle jedem Bürger klarmachen, dass Widerstand gegen diese Rechtsordnung sinnlos sei. Der Bürger werde vom mündigen Bürger, der die Rechtsordnung in freier Entscheidung respektiert zum Tier herabwürdigt, das diese Rechtsordnung fürchtet und sich ihr zwangsläufig unterordnet. Moderne Kommunikationsmittel wie Handys würden zu elektronischen Fußfesseln. Für diese Entwicklung der Vorratsdatenspeicherung machte er auch das Bundesverfassungsgericht verantwortlich, weil es mit seinem Urteil zur Steuer-CD (Az.: 2 BvR 2101/09) den Ermittlungsbehörden jede Freiheit gelassen habe an Informationen für Strafverfahren heranzukommen. Eigentlich nicht verwertbare, weil rechtswidrig erlangte Informationen, könnten durch ermittlungstaktische Zwischenschritte rein gewaschen werden. Der Schriftsatz ist öffentlich zugänglich. Die Beschwerde des Rechtsanwaltes aus Bayern (Az.: 1 BvR 2840/16) wurde ohne Begründung nicht angenommen. Er hat nun unionsrechtliche Staatshaftungsklage gegen Deutschland beim LG Berlin erhoben (Az.: 28 O 45 2/17). Die unionsrechtliche Staatshaftungsklage wurde an das LG-karlsruhe Az.: 10 O 39/18 verwiesen. In diesen Verfahren wird die Bundesrepublik Deutschland durch das Bundesverfassungsgericht, dieses durch seinen Präsidenten vertreten. Das noch nicht rechtskräftige Urteil LG-Karlsruhe Az.: 10 O 39/18 ist öffentlich zugänglich.

### Oberverwaltungsgericht Münster 2017
Am 25. April 2016 reichte der Internetverband Eco zusammen mit dem Münchener Internetprovider SpaceNet AG auf Initiative ihres Vorstandsvorsitzenden Sebastian von Bomhard Klage vor dem Verwaltungsgericht Köln ein, zugleich wurde ein Eilantrag gestellt. Der Verfasser der Klage und des Eilantrags, Matthias Bäcker, Professor für Öffentliches Recht am Karlsruher Institut für Technologie, begründete dies damit, dass, anders als bei Verfassungsbeschwerden, bei denen ein beschränkter Prüfungsrahmen angelegt würde, vor dem Verwaltungsgericht das gesamte maßgebliche Recht berücksichtigt werden könne, also auch die seit Dezember 2016 geltende Rechtsprechung des EuGH. Der Eilantrag wurde zunächst mit Beschluss vom 25. Januar 2017 abgelehnt, in der nachfolgenden Beschwerde gegen den Beschluss vor dem Oberverwaltungsgericht für das Land Nordrhein-Westfalen in Münster hatten die Antragsteller jedoch Erfolg. Mit Beschluss vom 22. Juni 2017 wurde dem Eilantrag stattgegeben – das Oberverwaltungsgericht bestätigte damit die Unvereinbarkeit der deutschen Gesetzgebung mit der europäischen Rechtsprechung. In der Folge setzte die Bundesnetzagentur die Pflicht zur Vorratsdatenspeicherung im Rahmen des zum 1. Juli 2017 in Kraft getretenen Gesetzes bis zur Entscheidung einer Klage im Hauptsacheverfahren aus.

### Verwaltungsgericht Köln April 2018
In seiner Entscheidung stellt das VG Köln fest, dass der nach § 113a TKG Verpflichtete, die Deutsche Telekom, gerade nicht gemäß § 113b TKG verpflichtet ist, solche Daten gemäß § 113a TKG zu speichern. Damit müssen Telekommunikationsanbieter wie die Telekom derzeit keine Verbindungsdaten ihrer Kunden festhalten.
Es begründet seine Entscheidung unter Bezugnahme auf den Beschluss des OVG Münster unter Aktenzeichen 13 B 238/17 damit, dass die genannte Pflicht mit Europarecht, speziell dem Art. 15 Abs. 1 der Richtlinie 2002/58, nicht vereinbar ist. Die Begründung erfolgt weiter unter Bezugnahme auf die Entscheidung des EuGH C-203/15 und C-698/15 – Tele2 Sverige AB und Watson, in der dieser feststellt, dass eine ausnahmslose, alle Kommunikationsteilnehmer erfassende VDS, ohne dass jene Personen einen Anlass dazu gegeben haben, mit Europarecht nicht vereinbar ist. Nach Ansicht des VG Köln regelt das deutsche Gesetz in § 113a und 113b TKG dies genauso rechtswidrig. Die Telekom könne sich zur Klagebefugnis auf die Verletzung ihre unionsrechtlich garantierten unternehmerischen Freiheit, Artikel 16 der EU-Grundrechte-Charta, berufen, was diesbezüglich dem deutschen Art. 12 GG zur Berufsfreiheit entspricht.
Die Wirkung der Entscheidung des VG Köln ist auf längere Sicht fraglich. Zum einen wird die Richtlinie 2002/58, an der die VDS rechtlich gemessen wurde, demnächst durch eine entsprechende EU-Verordnung (COM(2017)10 final) ersetzt. In den Entwürfen zu dieser Verordnung wird gerade davon gesprochen, dass das Recht der EU-Mitgliedstaaten nicht berührt werden soll, eine nationale VDS beizubehalten oder neu einzuführen. Deshalb hat der Rechtsanwalt aus Bayern in seiner hier bereits genannten unionsrechtlichen Staatshaftungsklage beim LG Karlsruhe Az.: 10 O 39/18 die Vorlagefragen an den EuGH diesbezüglich erweitert, ob auch die zukünftige EU-Verordnung (COM(2017)10 final), welche die Richtlinie 2002/58 ersetzt, ebenfalls den deutschen VDS-Gesetzen entgegensteht.
Des Weiteren ist auf die Entscheidung des BVerfGs zu den jetzigen VDS-Gesetzen (Gesetz zur Einführung einer Speicherpflicht und einer Höchstspeicherfrist für Verkehrsdaten vom 10. Dezember 2015 (BGBl. I S. 2218 ff.)) zu warten. In seiner ersten Entscheidung im Jahr 2010, Az.: 1 BvR 256/08, 1 BvR 263/08, 1 BvR 586/08, hatte das BVerfG die grundsätzliche Rechtmäßigkeit der damaligen VDS festgestellt, jedoch das Datenschutzniveau des damaligen Gesetzes bemängelt. Es erklärte das Gesetz für nichtig. Des Weiteren stellt es in diesem Urteil fest, dass die Berufsfreiheit der Provider durch die damaligen Regelungen nicht tangiert wurde. Auf die Verletzung seiner Berufsfreiheit, genauer der unionsrechtlichen unternehmerischen Freiheit, beruft sich die Telekom in ihrer jetzigen Klage Az.: 9 K 7417/17 beim VG Köln. Auch hat das BVerfG in mehreren Entscheidungen zum Datenschutz festgestellt, dass deutsche Gesetze, welche nicht auf eine EU-Richtlinie zurückzuführen sind, nicht durch Unionsrecht determiniert sind, also deren Rechtmäßigkeit grundsätzlich nicht an Unionsrecht zu messen ist, und damit eine Vorlage an den EuGH grundsätzlich ausscheidet. Wenn das deutsche Verfassungsgericht in seinem Urteil zur aktuellen VDS feststellen sollte, dass diese Vorschriften verfassungsgemäß und nicht durch Unionsrecht determiniert sind, käme eine Vorlage an den EuGH nicht in Betracht, und das Urteil des VG Köln würde seine Rechtskraft verlieren. Da die Entscheidungen des BVerfG gemäß § 31 Abs. 1 BVerfGG samt tragenden Gründen alle deutsche Gerichte und Behörden binden, würde die Bundesnetzagentur auch gegenüber der Telekom und allen anderen Providern die VDS-Pflicht wieder durchsetzen müssen.
Allerdings verweist in diesem Zusammenhang der Europäische Datenschutzbeauftragte in seiner Stellungnahme zur geplanten E-Privacy-Verordnung COM(2017)10 final auf die Rechtsprechung des EuGH, gemäß welcher auch nationale (und folglich auch deutsche) Vorschriften über eine Vorratsdatenspeicherung die Grundsätze der Europäischen Grundrechtecharta und gerade auch der EuGH-Entscheidungen in den Fällen Digital Rights Ireland und Tele 2 Sverige und Watson und andere beachten müssten. Die genannten Entscheidungen haben eine allgemeine und unterschiedslose Vorratsdatenspeicherung für unzulässig erklärt und setzen für eine zulässige Vorratsdatenspeicherung eine Beschränkung in mehreren Kategorien auf jeweils das absolut Notwendige voraus. Nach dieser Stellungnahme würden diese Vorgaben auch bei einer geänderten E-Privacy-Verordnung (COM(2017)10 final) vom Verwaltungsgericht Köln berücksichtigt werden müssen.

### Bundesverwaltungsgericht September 2019
Am 25. September 2019 beschloss das Bundesverwaltungsgericht (BVerwG) die endgültige Auslegung der Datenschutzrichtlinie für elektronische Kommunikation (Richtlinie 2002/58/EG) an den EuGH zu übergeben. Bis zur endgültigen Klärung in Luxemburg bleibt die Vorratsdatenspeicherung in Deutschland ausgesetzt.

### Europäischer Gerichtshof September 2022
Am 20. September 2022 urteilte der Europäische Gerichtshof (EuGH, Aktenzeichen C-793/19, C-794/19 u. a.), dass die anlasslose Vorratsdatenspeicherung gegen die Grundrechte verstößt. In der Pressemitteilung wurde dies allgemeinverständlich mit den Worten "Die anlasslose Vorratsdatenspeicherung verstößt gegen Grundrechte" zusammengefasst. Im Detail bedeutet dies, dass die Kommunikationsdaten der Bürgerinnen und Bürger ohne Anlass (wie z. B. einem konkreten Tatverdacht) nicht gespeichert werden dürfen. Nur zum Schutz der nationalen Sicherheit, zur Bekämpfung schwerer Kriminalität und zur Verhütung schwerer Bedrohungen der öffentlichen Sicherheit dürfen Telekommunikationsanbieter für einen begrenzten Zeitraum zur Speicherung von Daten verpflichtet werden. Die Bundesregierung kündigte bereits an, die Regelung reformieren zu wollen. Der EuGH erklärte am selben Tag auch die französische Regelung zur Vorratsdatenspeicherung gegen Marktmissbrauch für rechtswidrig.

### Bundesverfassungsgericht März 2023
Das Bundesverfassungsgericht (BVerfG) bestätigt am 30. März 2023 die Entscheidung des Europäischen Gerichtshofes (EuGH) vom 20. September 2022, nach der das deutsche Gesetz zur Vorratsdatenspeicherung unanwendbar und mit EU-Recht unvereinbar ist.
Die Verfassungsbeschwerde von Digitalcourage und anderen wurde für unzulässig erklärt mit der Begründung, dass die angegriffene Regelung zur Vorratsdatenspeicherung nicht mehr anwendbar ist. Die für ungültig erklärte Norm hatte eine anlasslose Speicherung sämtlicher Verbindungsdaten von Anrufen, SMS und IP-Adressen samt Standortinformation vorgesehen. Und zwar nicht von Verdächtigen, sondern von der gesamten Bevölkerung.
Die Entscheidung des BVerfG unterstreicht nun noch einmal, dass das Gesetz zur Vorratsdatenspeicherung keine Rechtswirkung mehr entfaltet und nicht mehr angewendet werden kann.

### Bundesverwaltungsgericht August 2023
Mit zwei Urteilen vom 14. August 2023 setzte das Bundesverwaltungsgericht die Entscheidung des EuGH vom 20. September 2022 um. Das Bundesverwaltungsgericht stellt fest, dass die in § 175 Abs. 1 Satz 1 i. V. m. § 176 TKG (§ 113a Abs. 1 Satz 1 i. V. m. § 113b TKG a.F.) geregelte Verpflichtung der Anbieter öffentlich zugänglicher Telekommunikationsdienste zur Speicherung der dort genannten Telekommunikations-Verkehrsdaten in vollem Umfang mit Art. 15 Abs. 1 der Datenschutzrichtlinie für elektronische Kommunikation (Richtlinie 2002/58/EG) unvereinbar ist und daher nicht anwendbar sei.

## Rechtsgrundlage der Speicherung der Verkehrsdaten
Die Verpflichtung der Anbieter öffentlich zugänglicher Telekommunikationsdienste zur Speicherung der Telekommunikations-Verkehrsdaten wird unter anderem in § 175 Abs. 1 Satz 1 i. V. m. § 176 TKG (§ 113a Abs. 1 Satz 1 i. V. m. § 113b TKG a.F.) geregelt.

## IP-Vorratsdatenspeicherung
Der SPD-Gesprächskreis „Netzpolitik und Digitale Gesellschaft“ Henning Tillmann, Alvar Freude und Jan Mönikes favorisierte 2011 zeitweise auch eine 80-tägige IP-Vorratsdatenspeicherung, unterstützte aber im November 2011 einen Antrag der Jusos zum SPD-Bundesparteitag, der sich gegen jede Vorratsdatenspeicherung aussprach, da die Antragskommission keinen Kompromiss aufgriff, und lehnte damit auch weiterhin eine Vorratsdatenspeicherung im umfassenden Sinn, welche Bewegungs- und Kommunikationsprofile erlauben würde, ab. Die Aufnahme der IP-Vorratsdatenspeicherung ins Programm der SPD konnte damit schon auf Vorschlagsebene verhindert werden.
Mitglieder des Chaos Computer Club und des Arbeitskreises Vorratsdatenspeicherung, Michael Konken, der Vorsitzende des Deutschen Journalisten-Verbands, die Neue Richtervereinigung, der Verband der deutschen Internetwirtschaft (eco) sowie Rechtsanwälte sprachen sich gegen eine IP-Vorratsdatenspeicherung aus, da ihrer Einschätzung nach die IP-Vorratsdatenspeicherung zwangsläufig dazu führen würde, dass „die Rückverfolgung jedes Klicks und jeder Eingabe des Inhabers über Tage, Wochen oder Monate hinweg möglich“ sein würde. Mit einer für den Staat auf richterlichen Antrag einsehbaren Zuordnung von IP-Adresse und Identität lässt sich „sogar der Inhalt der Telekommunikation einer Person nachvollziehen, also wer wonach im Internet gesucht, sich wofür interessiert und welchen Beitrag veröffentlicht hat.“ Die IP-Adresse erlaube auch die Feststellung der Absender von E-Mails und die Erstellung ungefährer Bewegungsprofile. Trotz angeblich bestehender Anonymität aufgrund einer angeblich bislang fehlenden IP-Vorratsdatenspeicherung sei es häufig möglich gewesen, Internetkriminalität aufzuklären: „Die Aufklärung von Internetkriminalität gelingt bereits jetzt in den meisten Fällen.“ Die Kritiker warnten: „Eine IP-Vorratsdatenspeicherung würde den Schutz journalistischer Quellen untergraben und damit die Pressefreiheit im Kern beschädigen. Sie würde auch Anwalts-, Arzt-, Seelsorge-, Beratungs- und andere Berufsgeheimnisse aushöhlen. Wenn gefährliche oder gefährdete Menschen nicht mehr ohne Furcht vor Nachteilen Hilfe suchen können, verhindert dies eine sinnvolle Prävention und kann sogar Leib und Leben Unschuldiger gefährden.“
Zur Bekämpfung von Internetkriminalität forderten die Kritiker als Alternative in ihrem Brief: «Die Einrichtung leistungsfähiger Spezialdienststellen der Polizei und von Schwerpunktstaatsanwaltschaften zur Verfolgung von Computerkriminalität erscheint sinnvoll. Gefordert wurden auch besonders qualifizierte Polizeibeamte und Staatsanwälte für diese Aufgaben, die Entwicklung eines Berufsbildes „Computerkriminalist“, die Entwicklung standardisierter Sachbearbeitungsverfahren auf nationaler und die Entwicklung von Standards für IT-Forensik auf internationaler Ebene.»
Ein anderes Argument für die IP-Vorratsdatenspeicherung ist die Hilfe in medizinischen Notfällen bei Personen, die z. B. aus Verzweiflung oder Verwirrtheit nicht in der Lage sind, in einem Online-Formular ihre Kontaktdaten anzugeben.
Zu beachten ist außerdem, dass eine alleinige IP-Vorratsdatenspeicherung kein Mittel gegen rechtslose, anonyme Internetangebote darstellt. So würden Angebote in bestimmten fremden Ländern (Offshore-Server), sowie auf Darknets, welche Overlay-Netzwerke mit großer Anonymität darstellen, wie Freenet ab Version 0.7 von einer IP-Vorratsdatenspeicherung kaum beeinflusst werden.
Würde es keine IP-Vorratsdatenspeicherung und auch keine weiteren Kontrollmaßnahmen im Internet geben, so wäre bei normalen Internetbenutzern mit dynamischen IP-Adressen fast vollständige Anonymität gegeben. Damit würden sich Urheber- und Datenschutzrechte sowie weitere Inhaltsrechte im Internet nicht mehr durchsetzen lassen, da praktisch kein Täter mehr identifiziert werden könnte.
An einer anlasslosen Speicherung der Zuordnung von IP-Adressen und Anschlüssen wird vielmals kritisiert, dass damit auch Menschen abgemahnt werden könnten, die „weder Computer noch DSL-Router besitzen oder zum fraglichen Zeitpunkt nachweislich nicht im Netz waren“.
Der Arbeitskreis Vorratsdatenspeicherung (u. a. organisiert durch den FoeBuD e. V.) setzt sich dafür ein, dass die Speicherung und der Zugriff der Zuordnung zwischen IP-Adresse und Anschlussinhaber nur im „Verdachtsfall“ und „nur während der bestehenden Internetverbindung“ erfolgen darf. Der „Ansatz der Erfassung von Telekommunikationsverbindungen nur bei Verdacht einer Straftat“ sei „grundrechtsbewahrend“.
Anlässlich eines Urteils des Bundesverfassungsgerichts zur Zuordnung dynamischer IP-Adressen zu Anschlussinhaberdaten äußerte sich der Beschwerdeführer Patrick Breyer positiv über das Konzept einer sehr starken Anonymität im Internet, welche eine Identifizierung grundsätzlich nur in besonderen Einzelfällen und nicht durch Speicherung von Daten im Voraus erlaubt: „Es ist grob unverhältnismäßig, sämtliche Telekommunikationskunden ohne jeden Anlass zu identifizieren, nur weil ein Bruchteil dieser Daten zur 'Missbrauchsbekämpfung' einmal nützlich sein könnte. … Unsere Gesellschaft braucht anonyme Telekommunikation, damit jeder Mensch ohne Furcht vor Nachteilen telefonische Beratung oder Hilfe in Anspruch nehmen, Straftaten anzeigen und die Presse von Missständen in Kenntnis setzen kann.“
Das Bundesverfassungsgericht hat mit diesem Urteil am 24. Februar 2012 in einer Übergangszeit bis spätestens 30. Juni 2013 eine IP-Vorratsdatenspeicherung nach derzeitiger Gesetzeslage zugelassen: „Zudem berechtigt § 113 Abs. 1 Satz 1 TKG nicht zu einer Zuordnung dynamischer IP-Adressen. Für eine Übergangszeit, längstens bis zum 30. Juni 2013, darf die Vorschrift unabhängig von diesen Maßgaben angewendet werden. … Würden diese Anforderungen sofort wirksam, wären in zahlreichen Fällen bis zum Erlass neuer Abrufregelungen des Fachrechts weder Auskünfte zu Telekommunikationsnummern möglich noch könnten dynamische IP-Adressen identifiziert werden.“
Im September 2011 lehnte Sebastian Nerz, damaliger Vorsitzender der Piratenpartei Deutschland, die IP-Vorratsdatenspeicherung ab: „Es geht nicht um eine Klein-klein-Diskussion, wie sie die SPD offenbar führen will, ob IP-Adressen zu den Bestands- oder Verbindungsdaten zählen.“ Der Bundesdatenschutzbeauftragte Peter Schaar warnte, dass Internetanbieter wie Google anhand der IP-Adresse jeden Klick protokollierten und die Zuordnung von IP-Adressen deshalb „höchst sensibel“ sei.

## Vorratsdatenspeicherungsentwurf des Bundesjustizministeriums
Nachdem das BVerfG das geltende Gesetz zur Vorratsdatenspeicherung im März 2010 als äußerst bedenklich und teilweise verfassungswidrig verwarf, hatte die zuständige Kommissarin Cecilia Malmström Änderungen an der EU-Richtlinie in Aussicht gestellt, auf deren Regelung das nationale Gesetz zur Vorratsdatenspeicherung beruht. Bundesjustizministerin Sabine Leutheusser-Schnarrenberger (FDP) wollte eine entsprechende Änderung gerne abwarten, wurde aber von Bundesinnenminister Hans-Peter Friedrich (CSU) und der zuständigen Stellen in Brüssel immer nachdrücklicher aufgefordert, geltendes EU-Recht endlich in nationales verfassungsmäßiges Recht umzusetzen. Die Justizministerin, welche einst selbst als Klägerin erfolgreich gegen die Vorratsdatenspeicherung vor dem BVerfG vorging, sah die Bürgerrechte ohnehin von staatlichen Datensammlungen bedroht und hatte daher 2011 eine nur sehr eng gefasste Regelung vorgelegt, welche eine anlassbezogene Speicherungspflicht vorsieht, bei der nur die Speicherung von Verkehrsdaten derjenigen Personen angeordnet werden sollte, die einen hinreichenden Anlass dazu gegeben haben.
Der Referentenentwurf des Bundesministeriums des Justiz (BMJ) zur „Sicherung vorhandener Verkehrsdaten und Gewährleistung von Bestandsdatenauskünften im Internet“ sah die anlassbezogene Speicherung von bei den Telekommunikationsunternehmen vorhandenen Daten vor („einfrieren“). Auf Anordnung der Strafverfolgungsbehörden bei Verdachtsfällen komme es so zu einer „vorübergehenden Sicherung“ der Daten. Als Schwelle für das „Einfrieren“ genüge die Annahme der Strafverfolgungsbehörden die Daten erfolgreich zur Verfolgung von Straftaten einsetzen zu können. Nach richterlicher Entscheidung könnten diese eingefrorenen Daten dann den Ermittlungsbehörden zur Verfügung gestellt werden („auftauen“). Der Zugriff auf die Daten sei damit erst mit der Entscheidung eines Richters möglich (§ 100 g II S. 1 StPO).
Überdies sollen insbesondere zur Bekämpfung von Kinderpornographie im Internet sogenannte „Bestandsdatenauskünfte“ ermöglicht werden. Unter Bestandsdatenauskünften versteht man die Mitteilung der Telekommunikationsunternehmen darüber, welchem Teilnehmer eine bestimmte, der Polizeibehörde bereits bekannte Internetprotokoll-Adresse zu einem bestimmten Zeitpunkt zugewiesen war. Dazu wird die Internetprotokoll-Adresse (IP-Adresse) einer bestimmten Person (Name und Adresse) zu einem bestimmten Zeitpunkt zugeordnet und sieben Tage gespeichert. Die Speicherung zielt demnach darauf, wer sich hinter einer bereits bekannten IP-Adresse bewegt hat. Um den Vorgaben des Bundesverfassungsgerichts 2010 Rechnung zu tragen, würde der Anschlussinhaber benachrichtigt werden.(§ 101 Absatz 4 bis 8 StPO).
Außerhalb der FDP wurde dieser Gesetzesentwurf jedoch als nicht akzeptabel kritisiert und so erhöhten CDU und CSU den Druck auf die Justizministerin weiter, indem Innenminister Friedrich (CSU) einen Gesetzentwurf seines Hauses vorlegte, der alle in der Zwischenzeit offerierten Kompromissangebote der Unionsseite unberücksichtigt ließ.

## Kritik
Während das Kabinett des Bundestages am 18. April 2007 den Entwurf zur Vorratsdatenspeicherung von Brigitte Zypries beschloss, kam es zu Protestdemonstrationen vor dem Reichstagsgebäude.
Am 29. Juli 2008 wurde zudem eine Petition gegen die Vorratsdatenspeicherung vom Bundestag abgelehnt. Die Petition war von 12.560 Personen unterzeichnet worden.
Am 15. März 2011 wurde vom Arbeitskreis Vorratsdatenspeicherung eine weitere Petition eingereicht, die den Deutschen Bundestag dazu drängen sollte, sich für eine EU-weite Aufhebung der Richtlinie 2006/24 einzusetzen. Die Petition wurde Ende August veröffentlicht.

### Demonstrationen

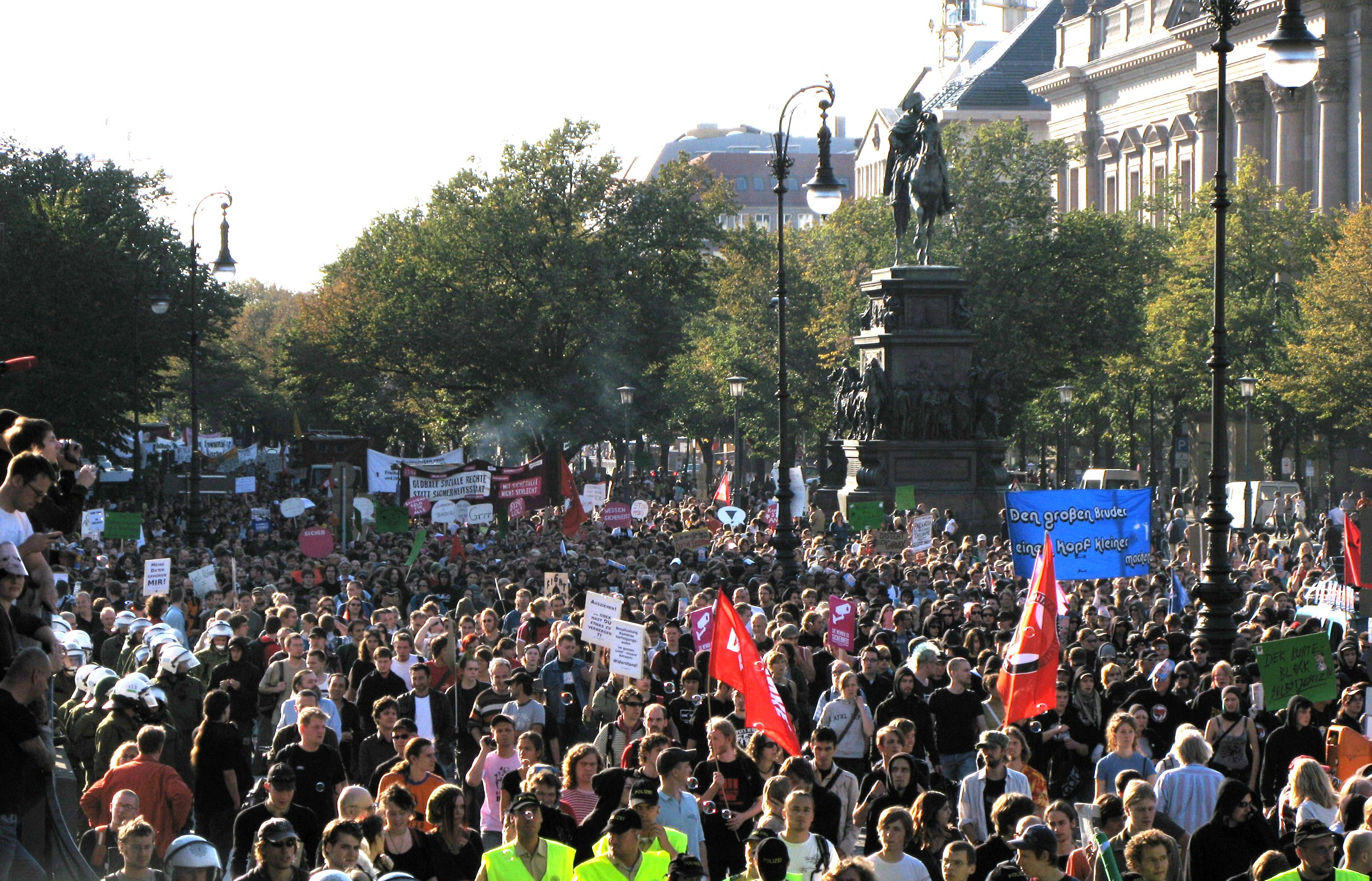
Am 22. September 2007 demonstrieren 15.000 Menschen in Berlin unter dem Motto „Freiheit statt Angst“ gegen Vorratsdatenspeicherung und staatliche Überwachung.

Gegen die Vorratsdatenspeicherung fanden eine Reihe von Demonstrationen statt, darunter in Bielefeld, Berlin und Frankfurt am Main, die vom Arbeitskreis Vorratsdatenspeicherung veranstaltet wurden.
Eine der größten Demonstrationen mit etwa 15.000 Teilnehmern fand am 22. September 2007 in Berlin unter dem Motto „Freiheit statt Angst“ statt.
Der Arbeitskreis Vorratsdatenspeicherung rief kurzfristig zu bundesweiten dezentralen Kundgebungen am 6. November auf, nachdem sich die Anzeichen verdichtet hatten, dass im Bundestag am 9. November 2007 über den Gesetzentwurf abgestimmt werden würde. Protestkundgebungen fanden neben Berlin, Köln, Leipzig, Frankfurt (Main) und Dresden in über 40 deutschen Städten statt.

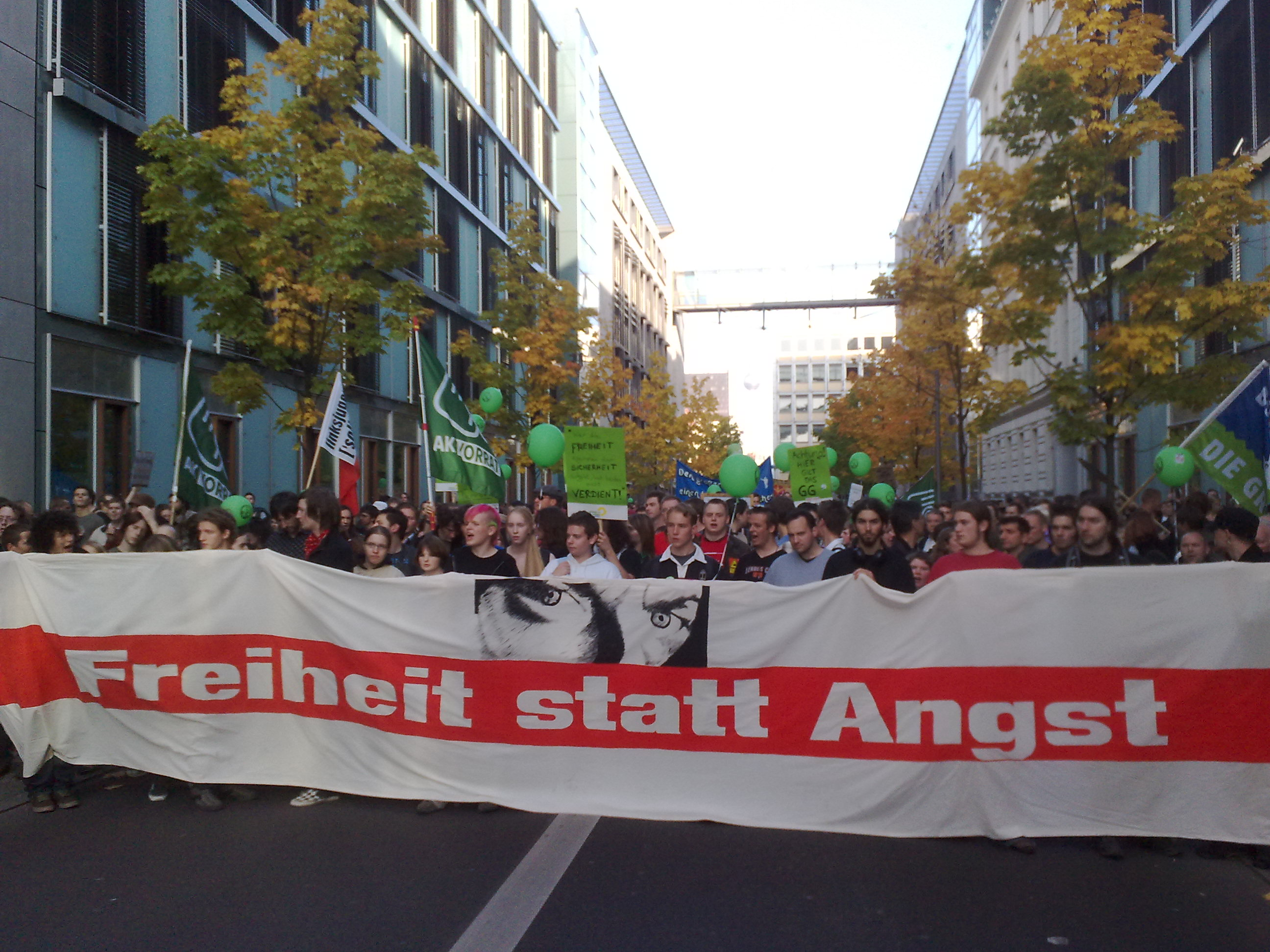
Am 11. Oktober 2008 demonstrierten nach Veranstalterangaben 100.000 Menschen (nach Polizeiangaben waren es 15.000) in Berlin unter dem Motto „Freiheit statt Angst“

Die bisher größte Demonstration fand am 11. Oktober 2008 in Berlin statt. Etwa 50.000 Menschen (nach Veranstalterangaben bis zu 100.000, nach Polizeiangaben offiziell 15.000) nahmen an dem Demonstrationszug teil. Unter dem Motto Freedom not Fear hatten Bürgerrechtsorganisationen weltweit zur Teilnahme zu dem internationalen Aktionstag gegen Überwachung aufgerufen. Neben Berlin fanden Aktionen vor allem in Lateinamerika und den USA statt.
Weitere Demonstrationen fanden am 12. September 2009 und 11. September 2010 in Berlin statt. Im Jahr 2011 ist neben einer Demonstration am 10. September 2011 in Berlin erstmals auch eine Demonstration in Brüssel geplant.

### Historischer Kontext
Ausgedehnte Überwachung wird in der Bundesrepublik Deutschland aufgrund der historischen Erfahrungen kritisch betrachtet. Kritiker verweisen auf Erfahrungen mit einer totalitären Überwachung im Dritten Reich durch die Gestapo und in der DDR durch die Stasi. Sie befürchten, dass der Ausbau von Überwachungsinstrumenten die Demokratie erneut aushöhlen und letztlich de facto abschaffen könnte.

### Juristische Argumente
Juristisch wird argumentiert, die Vorratsdatenspeicherung verstoße gegen die Grundrechte der Kommunizierenden und der Telekommunikationsunternehmen. In Deutschland liege ein Verstoß gegen das Brief-, Post- und Fernmeldegeheimnis und das Recht auf informationelle Selbstbestimmung, gegen die Informations- und Berufsfreiheit sowie das Gleichbehandlungsgebot vor. Da die Verkehrsdaten von Gesprächen auch von Privaträumen aus aufgezeichnet werden, werde das Grundrecht auf Unverletzlichkeit der Wohnung (Art. 13 Abs. 1 GG) verletzt.
Schließlich könne man darin einen Verstoß gegen die Rundfunk- und Meinungsbildungsfreiheit (Art. 5 GG) sehen, da durch die Speicherung der Verkehrsdaten das Kommunikationsverhalten von Journalisten nachvollziehbar ist. In einem juristischen Kommentar zum Bundesdatenschutzgesetz heißt es wörtlich: „Damit kann der Schutz seiner Informanten nicht mehr gewährleistet werden. Dies führt indirekt zur Verminderung der freiheitlichen Berichterstattung in Presse, Rundfunk und Fernsehen. Betroffen davon ist die Freiheit jedes Einzelnen, sich aus allgemein zugänglichen Quellen ungehindert zu unterrichten.“
Auf europäischer Ebene sei ein Verstoß gegen die Europäische Menschenrechtskonvention gegeben, und zwar gegen Art. 8 EMRK, das Recht auf Achtung des Privatlebens und der Korrespondenz, gegen die Meinungsfreiheit und das Recht auf Achtung des Eigentums.
Der Nutzen einer Vorratsdatenspeicherung sei gegenüber ihren schädlichen Folgen unverhältnismäßig gering. Eine verdachtsunabhängige Protokollierung des Telekommunikationsverhaltens der gesamten Bevölkerung sei exzessiv. Über 99 % der von einer Vorratsdatenspeicherung Betroffenen seien unverdächtig und hätten keinen Anlass zu einer Protokollierung ihrer Kommunikation gegeben. Untersuchungen zufolge würden weniger als 0,001 % der gespeicherten Daten von den Behörden tatsächlich abgefragt und benötigt.
Oft wurde das Urteil des Bundesverfassungsgerichts vom 12. März 2003 (Az. 1 BvR 330/96) zitiert, in dem es heißt:

„Die schwerwiegenden Eingriffe in das Fernmeldegeheimnis sind nur verhältnismäßig im engeren Sinne, wenn die Gegenbelange entsprechend gewichtig sind. Das Gewicht des Strafverfolgungsinteresses ist insbesondere von der Schwere und der Bedeutung der aufzuklärenden Straftat abhängig (vgl. BVerfGE 100, 313 <375 f., 392>). Insofern genügt es verfassungsrechtlichen Anforderungen nicht, dass die Erfassung der Verbindungsdaten allgemein der Strafverfolgung dient (siehe oben aa). Vorausgesetzt sind vielmehr eine Straftat von erheblicher Bedeutung, ein konkreter Tatverdacht und eine hinreichend sichere Tatsachenbasis für die Annahme, dass der durch die Anordnung Betroffene als Nachrichtenmittler tätig wird. […] Entscheidend für das Gewicht des verfolgten Anliegens ist auch die Intensität des gegen den Beschuldigten bestehenden Verdachts (vgl. BVerfGE 100, 313 <392>). Voraussetzung der Erhebung von Verbindungsdaten ist ein konkreter Tatverdacht. Auf Grund bestimmter Tatsachen muss anzunehmen sein, dass der Beschuldigte mit hinreichender Wahrscheinlichkeit Straftaten von erheblicher Bedeutung begangen hat (vgl. auch BVerfGE 100, 313 <394>).“

Eine anlasslose Speicherung von personenbezogenen Daten auf Vorrat verstoße nach geltendem Recht gegen den Grundsatz, dass personenbezogene Daten grundsätzlich nur dann gespeichert werden dürfen, wenn dies zu einem bestimmten, gesetzlich zugelassenen Zweck erforderlich ist. Daten, deren Speicherung nicht, noch nicht oder nicht mehr erforderlich ist, müssen gelöscht werden.

### Gutachten/Stellungnahmen
- Boehm/Cole: Vorratsdatenspeicherung nach dem Urteil des Gerichtshofs der Europäischen Union, 30. Juni 2014 (PDF; 799 kB).
- Wissenschaftlicher Dienst des Bundestags: Die praktischen Auswirkungen der Vorratsdatenspeicherung auf die Entwicklung der Aufklärungsquoten in den EU-Mitgliedsstaaten (18. März 2011) (PDF; 120 kB).
- Wissenschaftlicher Dienst des Bundestags: Zur Vereinbarkeit der Richtlinie über die Vorratsspeicherung von Daten mit der Europäischen Grundrechtecharta (25. Februar 2011) (PDF; 192 kB).
- Chaos Computer Club: Stellungnahme des Chaos Computer Clubs zur Vorratsdatenspeicherung (PDF; 1,7 MB) 9. Juni 2009.
- Felix Freiling, Universität Mannheim: Zur Nutzung von Verkehrsdaten im Rahmen der Vorratsdatenspeicherung (PDF; 179 KB) 22. Juni 2009.
- Gutachten des Max-Planck-Instituts zur „Rechtswirklichkeit der Auskunftserteilung über Telekommunikationsverbindungsdaten nach §§ 100 g, 100h StPO“ (Februar 2008) (PDF; 2,2 MB).
- Stellungnahmen der Sachverständigen gegenüber dem Rechtsausschuss des Deutschen Bundestags (Anhörung am 21. September 2007).
- Wissenschaftlicher Dienst des Bundestags: Rechtsgutachten zur Zulässigkeit der Vorratsdatenspeicherung nach europäischem und deutschem Recht (3. August 2006) (PDF; 218 kB).
- Max-Planck-Instituts für ausländisches und internationales Strafrecht: Schutzlücken durch Wegfall der Vorratsdatenspeicherung? (Gutachten im Auftrag des Bundesamtes für Justiz, Juli 2011; PDF; 2,5 MB).